# Lamont Johnson
Lamont Johnson (Stockton, Califòrnia, Estats Units, 30 de setembre de 1922 − Monterey, Califòrnia, 25 d'octubre de 2010) va ser un director de cinema, actor, productor i guionista estatunidenc.

## Filmografia[3]

### Director
- 1980: Shogun Assassin (veu)
- 1957:  Have Gun - Will Travel (sèrie TV)
- 1958: The Rifleman (sèrie TV)
- 1958: Naked City (sèrie TV)
- 1959: Johnny Ringo (sèrie TV)
- 1959: Mr. Lucky (sèrie TV)
- 1961: The Defenders (sèrie TV)
- 1961: Dr. Kildare (sèrie TV)
- 1967:  A Covenant with Death
- 1967: Cimarron Strip (sèrie TV)
- 1968:  Kona Coast
- 1968: Call to Danger (TV)
- 1968: European Eye (TV)
- 1968: The Name of the Game (sèrie TV)
- 1969: Deadlock (TV)
- 1970: My Sweet Charlie (TV)
- 1970: The McKenzie Break
- 1971: Birdbath (TV)
- 1971: El duel (A Gunfight)
- 1972: La conspiració Groundstar (The Groundstar Conspiracy)
- 1972: You'll Like My Mother
- 1972: That Certain Summer (TV)
- 1973: The Last American Hero
- 1974: Visit to a Chief's Son
- 1974: The Execution of Private Slovik (TV)
- 1975: Fear on Trial (TV)
- 1976: El pintallavis (Lipstick)
- 1977: One on One
- 1978: Somebody Killed Her Husband
- 1980: Paul's Case (TV)
- 1980: Off the Minnesota Strip (TV)
- 1981: Crisis at Central High (TV)
- 1981: Cattle Annie and Little Britches
- 1981: Escape from Iran: The Canadian Caper (TV)
- 1982: Dangerous Company (TV)
- 1982: Life of the Party: The Story of Beatrice (TV)
- 1983: Spacehunter: Adventures in the Forbidden Zone
- 1984: Ernie Kovacs: Between the Laughter (TV)
- 1985: Wallenberg: A Hero's Story (TV)
- 1986: Unnatural Causes (TV)
- 1988: Lincoln (TV)
- 1990: The Kennedys of Massachusetts (fulletó TV)
- 1990: Voices Within: The Lives of Truddi Chase (TV)
- 1992: Crash Landing: The Rescue of Flight 232 (TV)
- 1993: The Broken Chain (TV)
- 1996: The Man Next Door (TV)
- 1997: All the Winters That Have Been (TV)

### Actor
- 1952:  Retreat, Hell! de Joseph H. Lewis: Capità 'Tink' O'Grady
- 1952: Sally and Saint Anne: Willie O'Moyne
- 1953: The Glory Brigade: Capità Adams
- 1954: The Human Jungle de Joseph M. Newman: Detectiu Lannigan
- 1956: Please Murder Me: Carl Holt
- 1957: Els germans Rico (The Brothers Rico): Peter Malaks
- 1977: One On One: Barry Brunz
- 1979: Sunnyside: Rage

### Productor
- 1968: Kona Coast
- 1968: Call to Danger (TV)
- 1985: Wallenberg: A Hero's Story (TV)
- 1990: Voices Within: The Lives of Truddi Chase (TV)
- 1996: The Man Next Door (TV)

### Guionista
- 1974: The Execution of Private Slovik (TV)

## Premis i nominacions

### Premis
- 1985: Primetime Emmy al millor director en minisèrie o especial per Wallenberg: A Hero's Story
- 1988: Primetime Emmy al millor director en minisèrie o especial per Lincoln

### Nominacions
- 1970: Primetime Emmy al millor director en programa dramàtic per My Sweet Charlie
- 1973: Primetime Emmy al millor director en programa dramàtic per That Certain Summer
- 1974: Primetime Emmy al millor director en programa especial còmic o dramàtic per The Execution of Private Slovik
- 1976: Primetime Emmy al millor director en programa especial còmic o dramàtic per Fear on Trial
- 1984: Primetime Emmy al millor director en minisèrie o especial per Ernie Kovacs: Between the Laughter
- 1985: Primetime Emmy al millor especial còmic o dramàtic per Wallenberg: A Hero's Story
- 1987: Primetime Emmy al millor director en minisèrie o especial per Unnatural Causes
- 1990: Primetime Emmy al millor director en minisèrie o especial per The Kennedys of Massachusetts
- 1992: Primetime Emmy al millor director en minisèrie o especial per Crash Landing: The Rescue of Flight 232